# Trochilidae
Los  colibríes (Trochilidae), también conocidos como picaflores, chuparrosas, tucusitos, pájaros mosca, ermitaños o quindes, son una familia de aves apodiformes endémicas de América. Se caracterizan por el colorido de su plumaje, su tamaño minúsculo, su forma de volar y por los hábitos peculiares de alimentación que poseen. 
Entre sus integrantes se encuentran algunas de las aves más pequeñas del mundo.
Emiten un zumbido con las alas, que mueven con mayor rapidez que cualquier otra ave, hasta el extremo de que no se distinguen cuando vuelan. Su frecuencia varía de 12 aleteos por segundo en las especies más grandes a alrededor de 80 por segundo en los colibríes pequeños. De aquellas especies cuya velocidad de vuelo se ha medido en túneles de viento, llega a superar los 54 km/h.
Los colibríes se separaron de su grupo hermano, los vencejos y vencejos arborícolas, hace unos 42 millones de años. Se estima que el ancestro común de los colibríes existentes vivió hace 22 millones de años en América del Sur.
Los colibríes tienen la tasa metabólica basal más alta de cualquier animal homeotérmico. Para conservar energía cuando la comida escasea y por la noche cuando no están buscando comida, pueden entrar en letargo, un estado similar a la hibernación, y ralentizar su tasa metabólica a 1/15 de su tasa normal.

## Descripción

Tamaño de Mellisuga helenae (colibrí abeja) el ave más pequeña del mundo comparado con una mano humana.

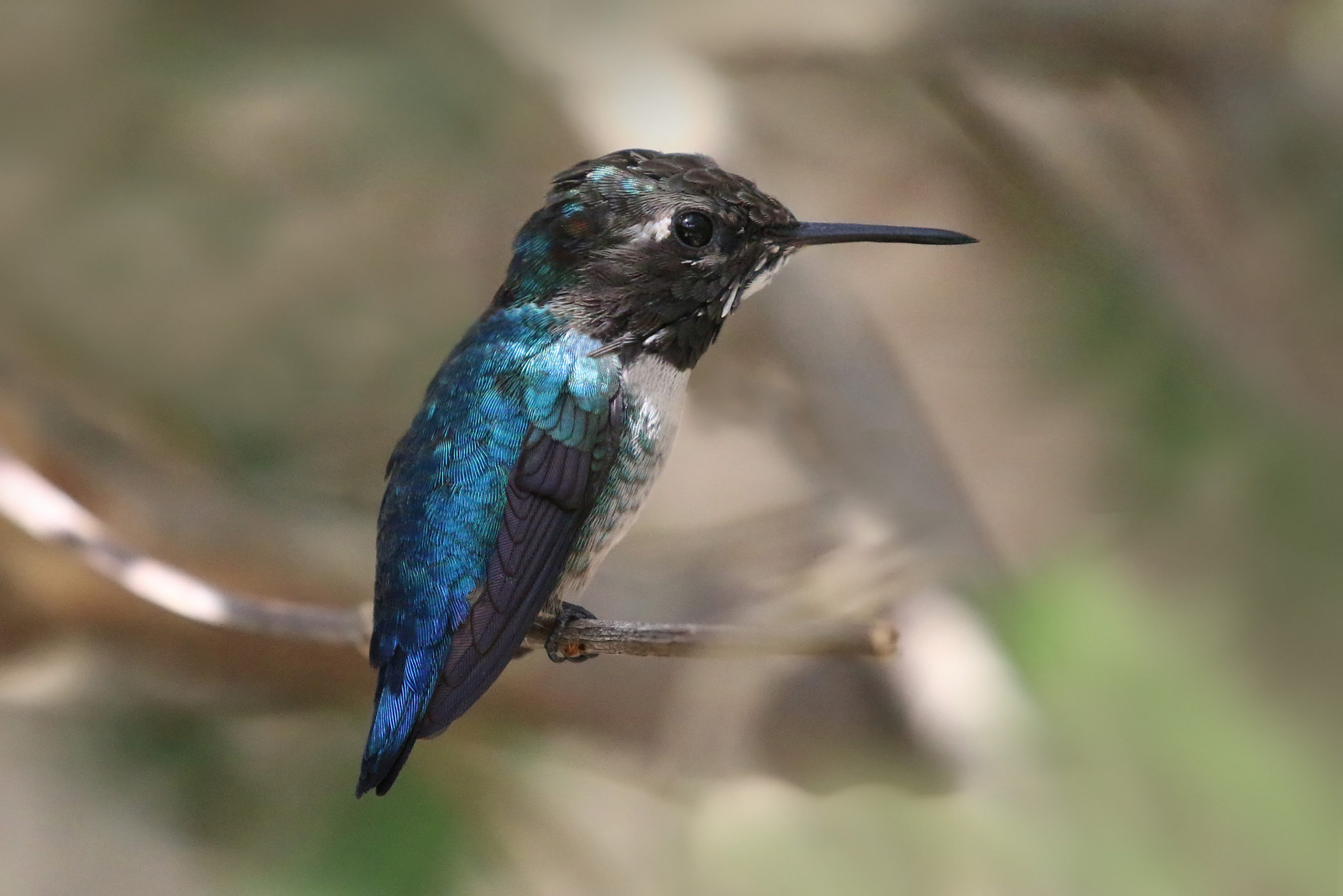
Macho adulto de colibrí abeja, Cuba.

Los colibríes son los dinosaurios terápodos avianos más pequeños conocidos y más pequeños que viven. Los colores iridiscentes y las plumas altamente especializadas de muchas especies (principalmente en los machos) dan a algunos colibríes nombres comunes exóticos, como gema solar, hada, estrella de madera, zafiro o sílfide.

### Morfología
Entre las 366 especies estimadas, el peso de los colibríes oscila entre tan pequeño como 2 gramos (0,1 oz) y tan grande como 20 gramos (0,7 oz). Tienen unos característicos picos largos y estrechos que pueden ser rectos de longitudes variables o muy curvados. El colibrí abeja de solo 6 centímetros (2,4 plg) de longitud y un peso de unos 2 gramos (0,1 oz) es el ave más pequeña del mundo y el vertebrado de sangre caliente más pequeño del mundo.
Los colibríes tienen cuerpos compactos con alas relativamente largas y blandas que poseen una estructura anatómica que les permite volar como un helicóptero en cualquier dirección, incluida la capacidad de planear. Especialmente mientras planean, el batir de las alas produce el zumbido, cuya función es alertar a otras aves. En algunas especies, las plumas de la cola producen sonidos utilizados por los machos durante el vuelo de cortejo. Los colibríes baten las alas a una velocidad de hasta 80 por segundo, gracias a un elevado metabolismo que depende de la búsqueda de azúcares en el néctar de las flores.

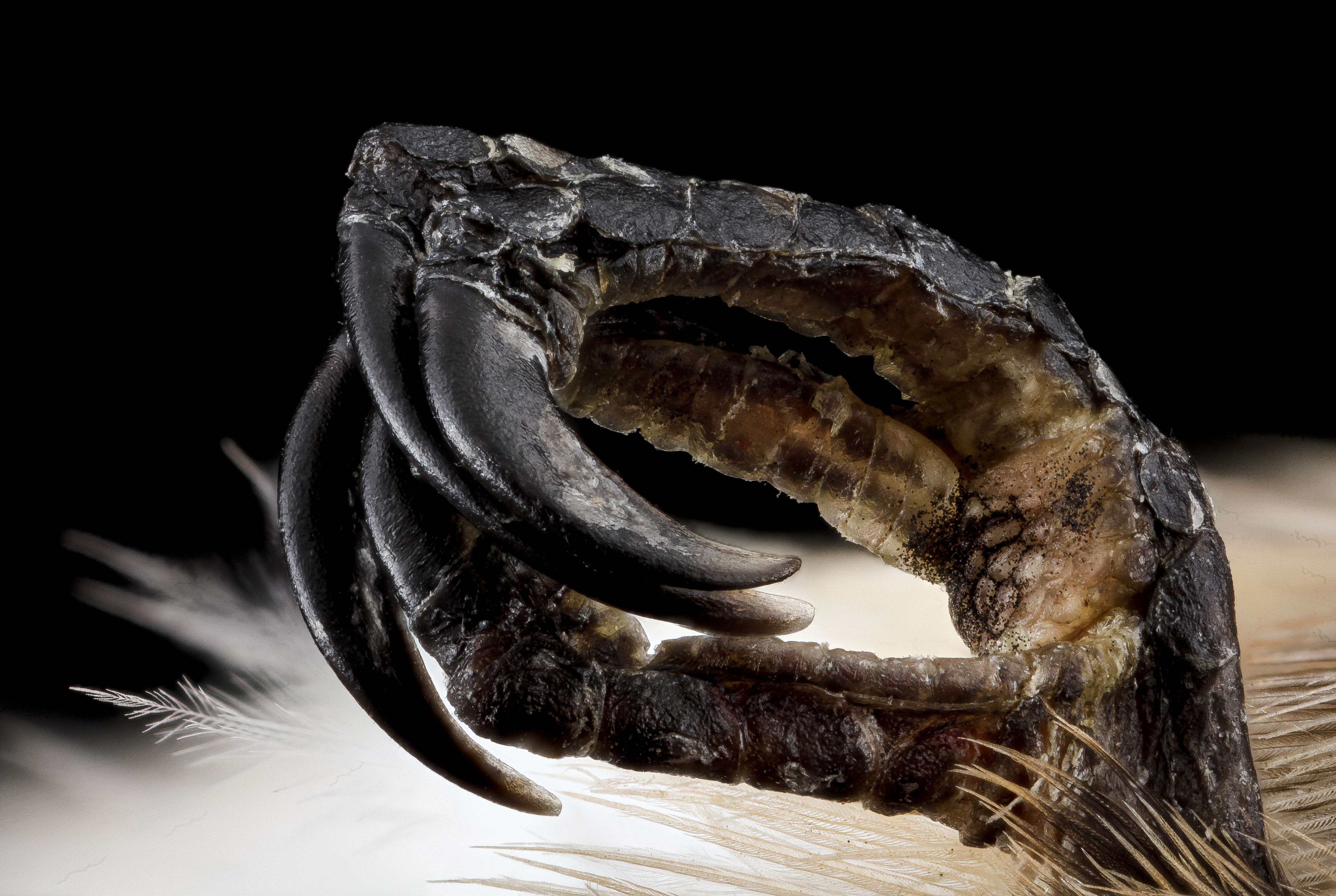
Un primer plano de la disposición de los dedos de una pata de colibrí garganta de rubí, mostrando tres dedos en forma de garra hacia delante y uno hacia atrás.

Las patas del colibrí son cortas, sin rodillas, y tienen patas con tres dedos apuntando hacia delante y uno hacia atrás, el hallux. Los dedos de los colibríes están formados como garras (imagen) con superficies interiores estriadas para ayudar a agarrarse a los tallos o pétalos de las flores. Los colibríes no caminan sobre el suelo ni saltan como la mayoría de las aves, sino que arrastran los pies lateralmente y los utilizan para agarrarse mientras se posan, se acicalan las plumas, las hembras construyen nidos y durante las peleas para agarrar las plumas de sus oponentes.
Los colibríes utilizan sus patas como pistones para generar empuje al emprender el vuelo, aunque la cortedad de sus patas proporciona alrededor de un 20 % menos de propulsión que la evaluada en otras aves. Durante el vuelo, las patas del colibrí están metidas debajo del cuerpo, lo que permite una aerodinámica y maniobrabilidad óptimas.
De las especies que se han medido durante el vuelo, las velocidades máximas de vuelo de los colibríes superan los 15 m/s (54,0 km/h; 33,6 mph). Durante el cortejo, algunas especies macho se lanzan en picado desde 30 metros (98,4 pies) de altura por encima de una hembra a velocidades en torno a 23 m/s (82,8 km/h; 51,4 mph).
Los sexos se diferencian en la coloración de las plumas, teniendo los machos distinto brillo y ornamentación en las plumas de la cabeza, cuello, alas y pecho. El ornamento de plumas más típico en los machos es el collarín una mancha iridiscente en forma de babero en el cuello-pluma que cambia de brillo con el ángulo de visión para atraer a las hembras y advertir a los machos competidores por el territorio.

### Ciclo vital

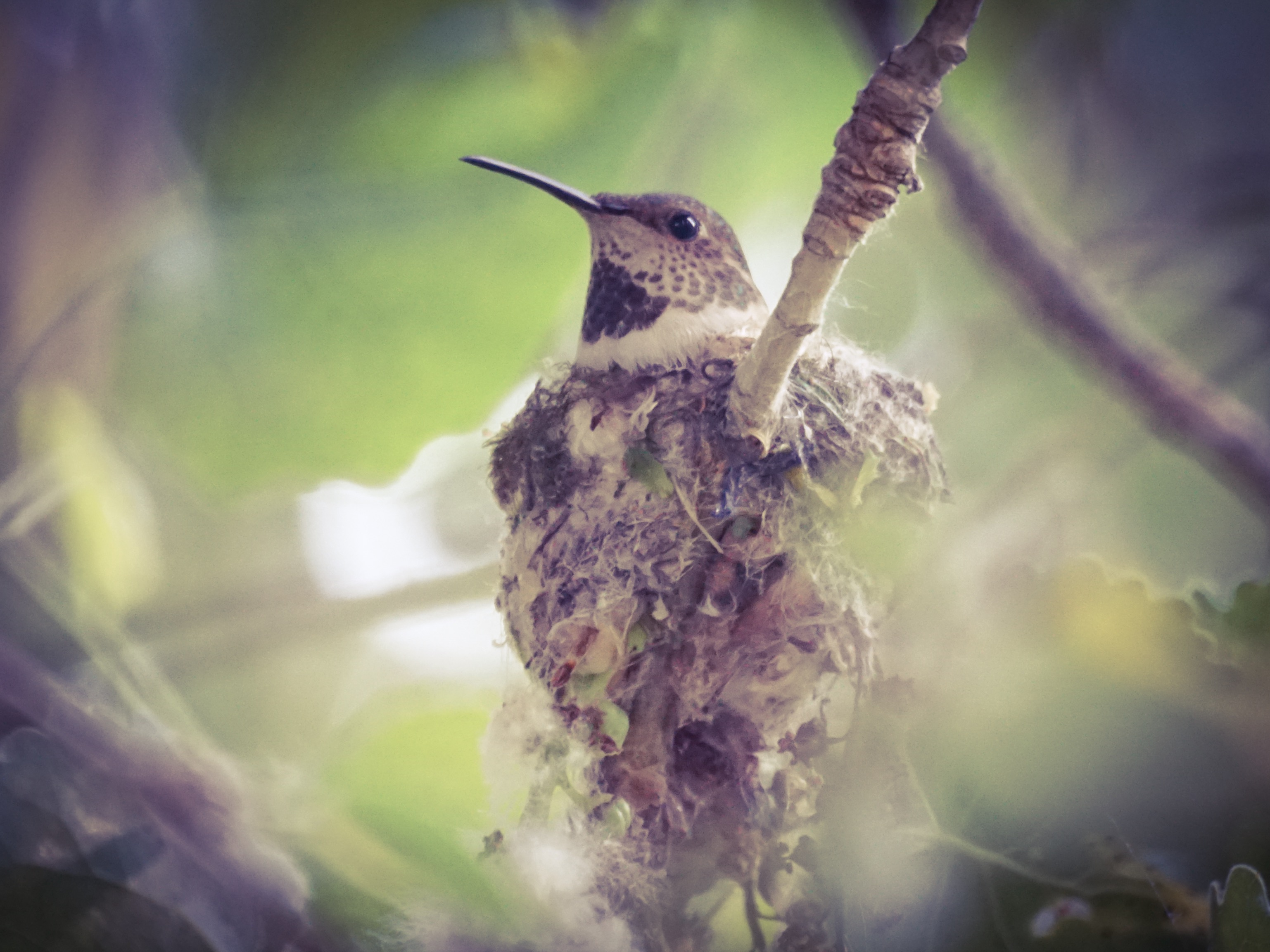
Una hembra de colibrí de Allen anidando.

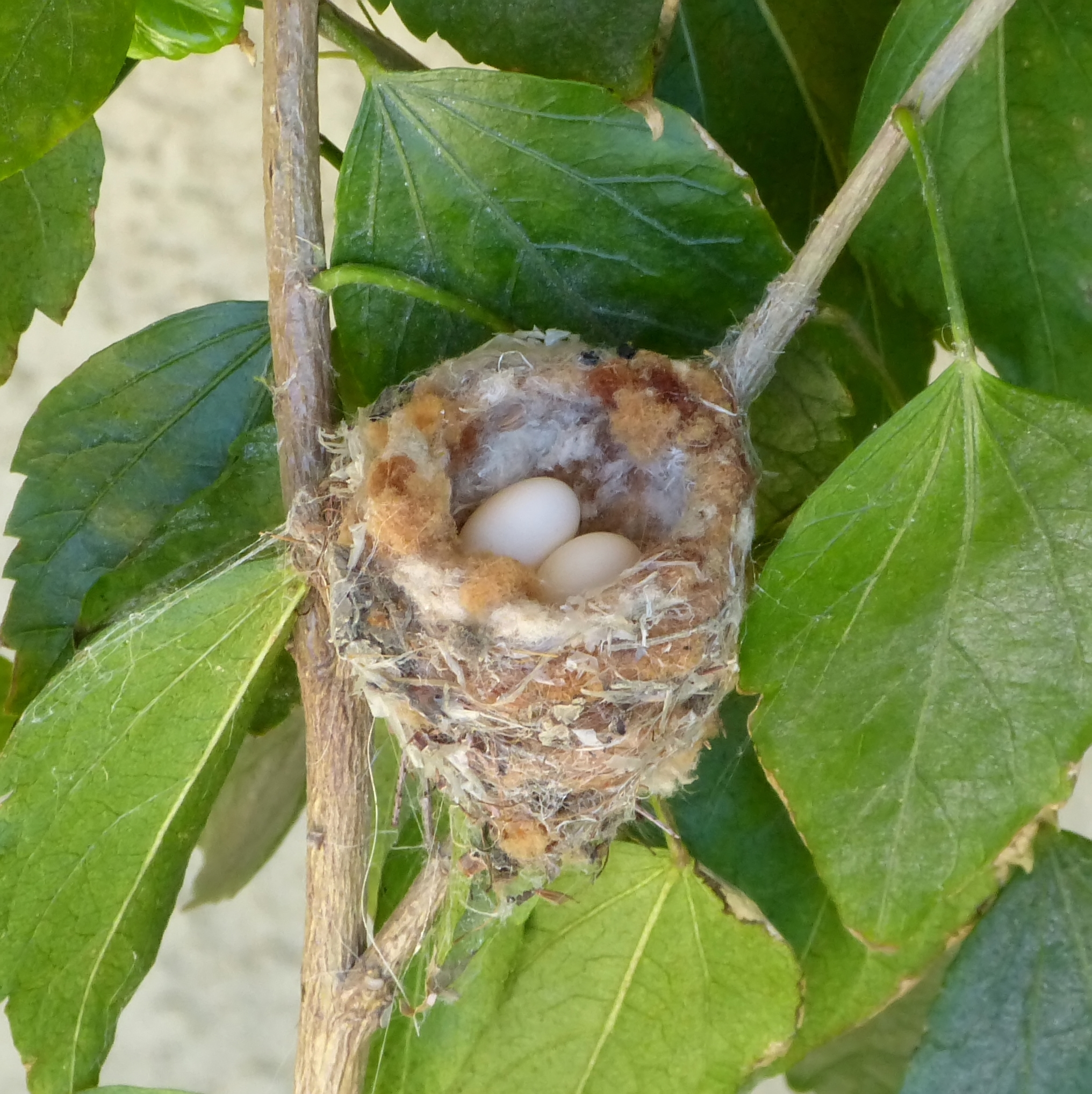
Cada uno del tamaño aproximado de un guisante, dos huevos en el nido de un colibrí de Allen.

Los colibríes comienzan a aparearse cuando tienen un año de edad. El sexo se produce en 3-5 segundos cuando el macho une su cloaca con la de la hembra, pasando el esperma para fertilizar los huevos de la hembra.
Las hembras de colibrí construyen un nido que se asemeja a una pequeña taza de aproximadamente 1,5 pulgadas (3,8 cm) de diámetro, comúnmente unida a una rama de árbol utilizando telas de araña, líquenes, musgo y cuerdas sueltas de fibras vegetales (imagen). Normalmente, dos huevos blancos en forma de guisante (imagen) los más pequeños de cualquier ave  se incuban durante 2-3 semanas en época de cría. Alimentados por regurgitación sólo de la madre, los polluelos empluman unas 3 semanas después de la eclosión.

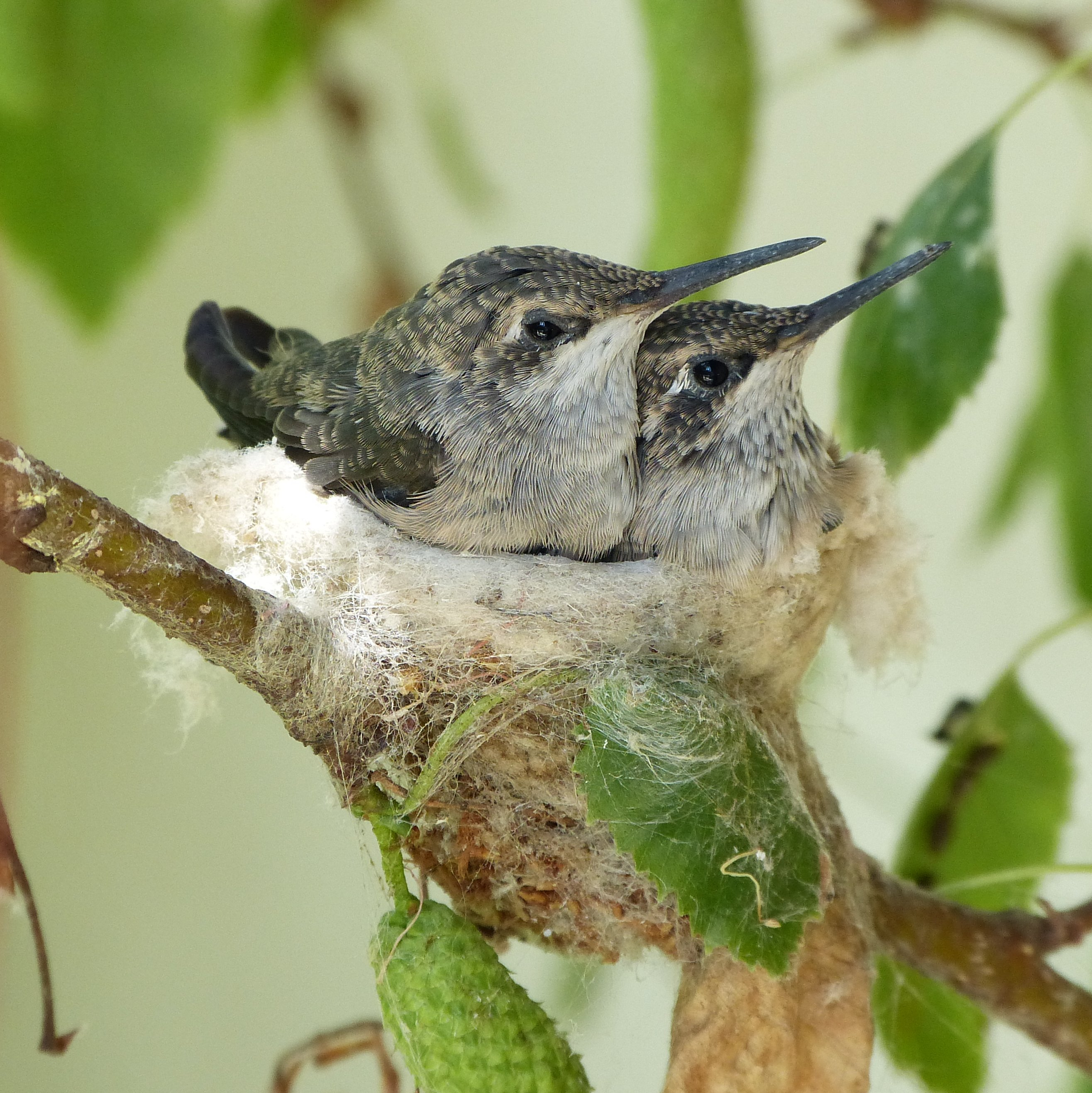
Polluelos de colibrí listos para emplumar.

Se estima que la vida media de un colibrí garganta de rubí es de 3 a 5 años, y la mayoría de las muertes se producen en crías de un año. Se tiene constancia de que un colibrí garganta de rubí vivió 9 años y 2 meses. Los colibríes abeja viven entre 7 y 10 años.

## Taxonomía
Según algunos autores, como Charles Sibley, forma su propio orden Trochiliformes, para otros está clasificada dentro del orden Apodiformes junto con los vencejos. Entre sus integrantes se encuentran algunas de las aves más pequeñas del mundo. Comprende entre 330 y 340 especies que se reparten entre más de 100 géneros.
La familia se divide en dos subfamilias
- Phaethornithinae que incluye a los ermitaños. Tienen los tres dedos delanteros unidos en la base. También poseen plumas de dirección (timoneras centrales) extremadamente alargadas.
- Trochilinae que incluye a los colibríes. Tienen dedos separados. Sus plumas de la cola (timoneras centrales) no son alargadas.

## Distribución
Su distribución geográfica es fundamentalmente neotropical, si bien se extiende desde Alaska a Tierra del Fuego.

## Comportamiento

### Alimentación

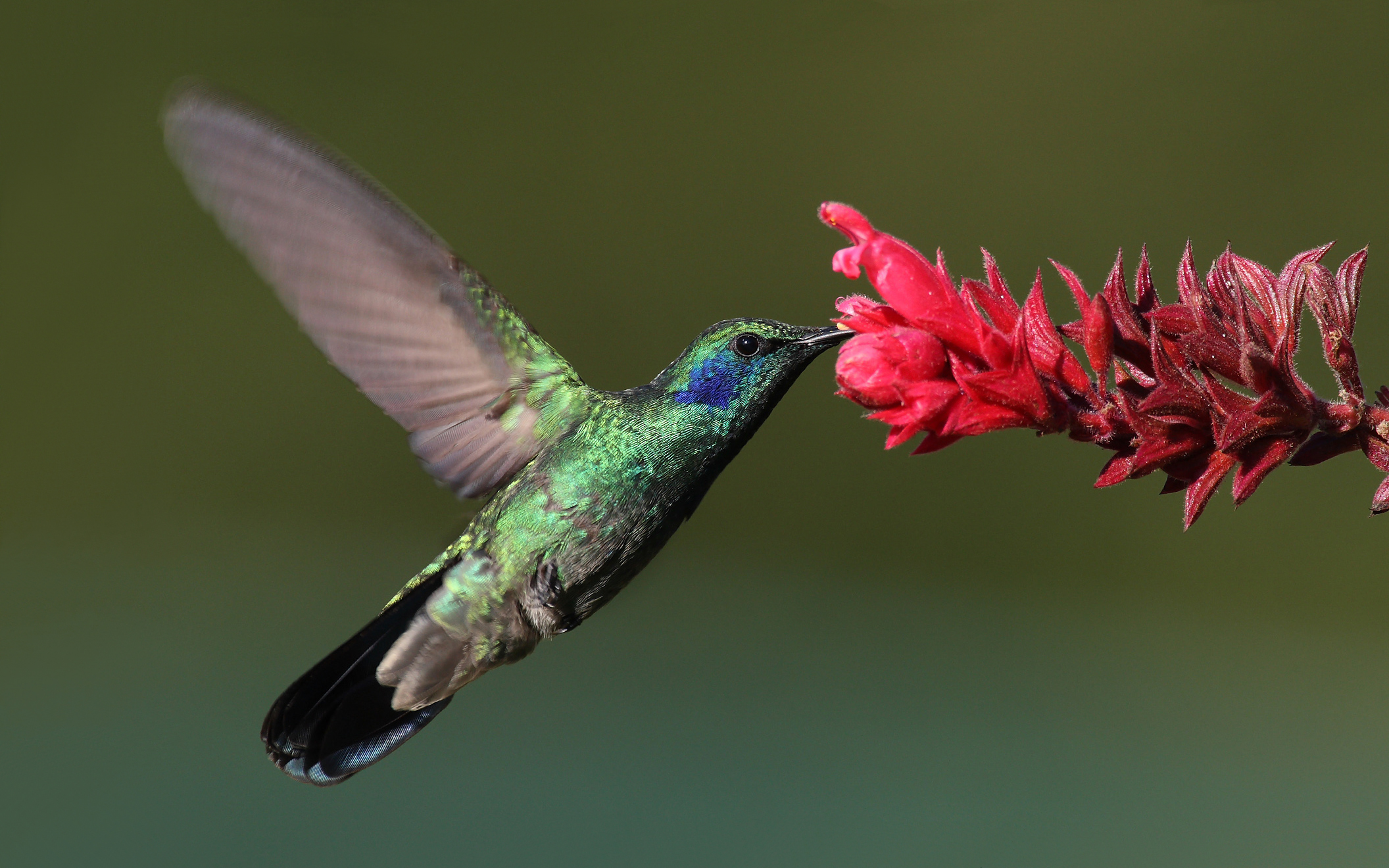
Colibrí verdemar (Colibri thalassinus) libando néctar.

Los picaflores o colibríes se alimentan del néctar de flores y son polinizadores importantes, especialmente de flores con corola de forma tubular. Al igual que las abejas, pueden calcular la cantidad de azúcar en una flor y pasar por alto las que no son adecuadas a sus necesidades. Prefieren un contenido de azúcar de alrededor del 25 % y si baja a menos de 15 % no lo beben. El néctar es un alimento energético, pero es pobre en proteínas, vitaminas y minerales. Por eso los picaflores suplementan su alimentación con insectos y arañas y usan estos para alimentar a sus crías. También se ha documentado en al menos 3 especies un complemento con dieta frugívora.
La mayoría de los picaflores tienen picos largos, finos y rectos, pero en algunas especies la forma del pico está adaptada para una alimentación especial. Los del género Chalcostigma tienen picos cortos y filosos para alimentarse de flores con corola corta y para perforar la base de las de corola larga. Otros tienen un pico curvo que usan en flores con corola de esa forma tales como las de la familia Gesneriaceae. Los de Avocettula recurvirostris son curvados hacia arriba como los de avocetas, familia Recurvirostridae. 

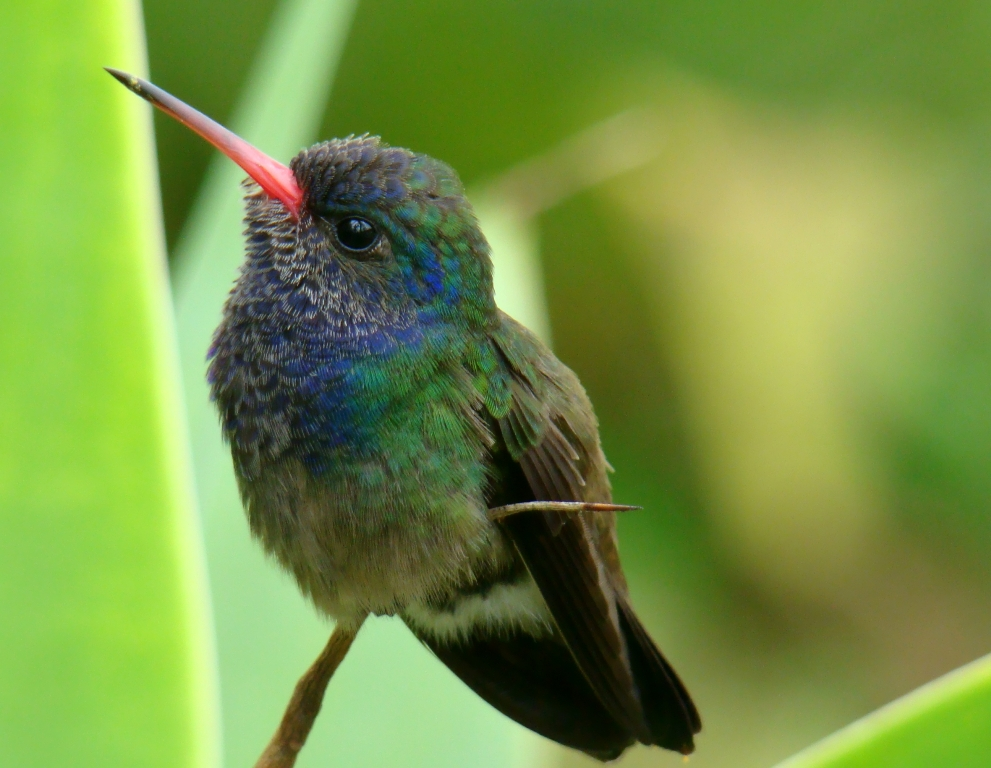
Zafil gorgiblanco o de cabeza azul (Hylocharis cyanus).

Las dos partes del pico del picaflor se superponen y calzan de tal forma que el picaflor puede abrir ligeramente el pico y sacar la larga lengua cuando liban néctar.
Al igual que Nectariniidae y a diferencia de otras aves, el picaflor tiene una lengua que puede curvar los bordes formando un tubo que le permite libar néctar.
Debido a que el vuelo del picaflor consume una gran cantidad de energía, pasa gran parte del tiempo en reposo y necesita comidas frecuentes, consumiendo pequeños invertebrados además de néctar. En total consume hasta cinco veces su peso corporal por día. En promedio pasan 10 a 15 % de su tiempo alimentándose y 75 a 80 % reposando y digiriendo.
Los colibríes sólo pueden posarse en las ramas, ya que sus patas cortas no les permiten andar o levantar el vuelo desde el suelo. 
Construyen sus nidos empleando telas de araña, musgo y líquenes, y los aseguran a las ramas y hojas resistentes.

### Parásitos
Los colibríes albergan una fauna de piojos altamente especializada. Dos géneros de piojos Ricínidos, Trochiloecetes y Trochiliphagus, están especializados en ellos y a menudo infestan entre el 5 y el 15% de sus poblaciones. Por el contrario, dos géneros de piojos Menopónidos, Myrsidea y Leremenopon, son extremadamente raros en ellos. 

## Coevolución con flores ornitófilas

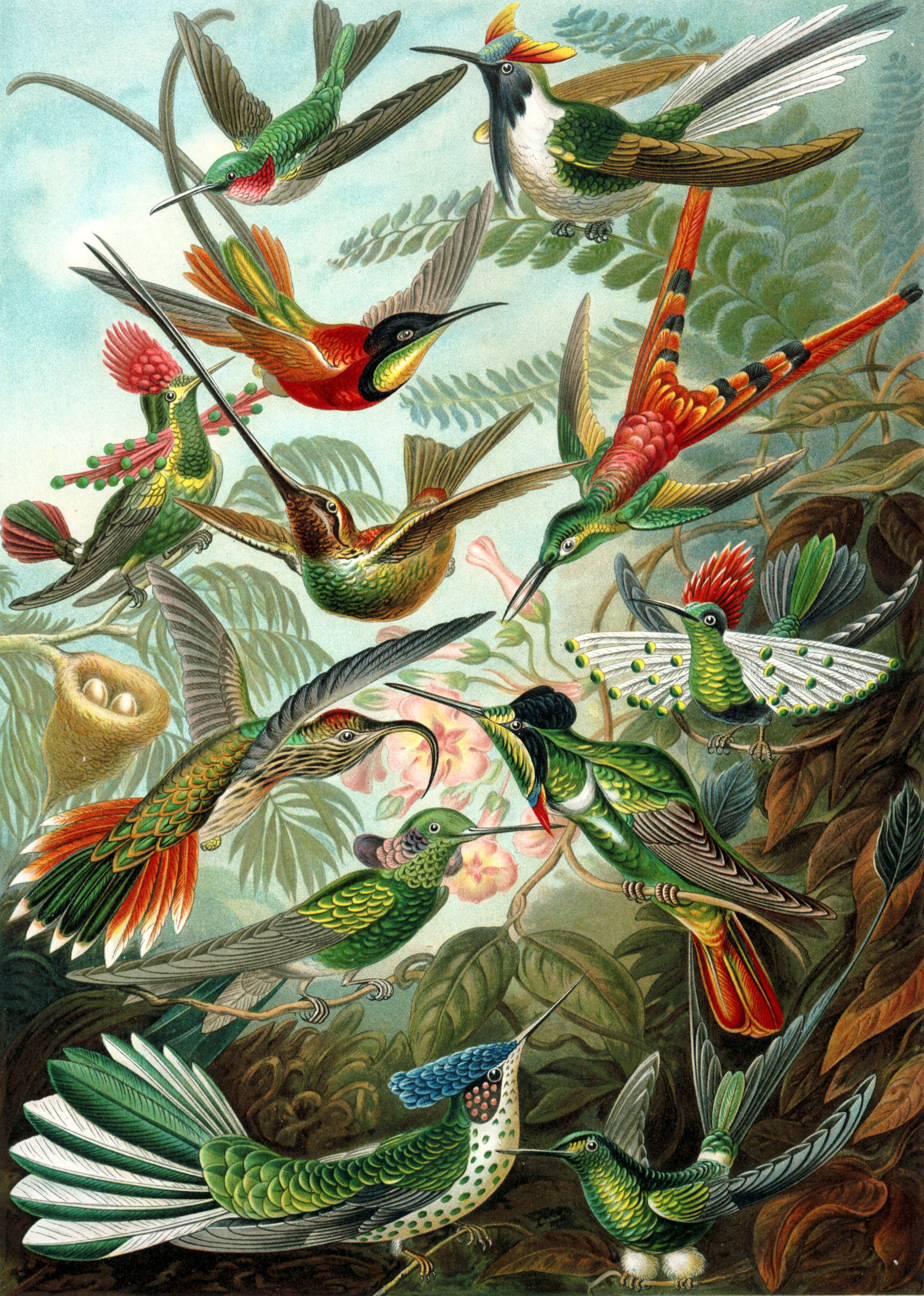
Lámina de Ernst Haeckel's Kunstformen der Natur (1899), mostrando una variedad de picaflores.

Los picaflores son nectarívoros especializados (Stiles, 1981) y están vinculados a flores ornitófilas de las cuales se alimentan y a las que polinizan. Algunas especies, por ejemplo el colibrí picoespada (Ensifera ensifera) son aún más especializadas. Han coevolucionado con un número limitado de especies de flores y presentan adaptaciones a tales flores, como la forma desusada del pico. Esta coevolución se refleja en la relación existente entre los rasgos morfológicos de los colibríes como longitud del pico, curvatura del pico y masa corporal y la morfología de las plantas en caracteres como longitud de la corola, curvatura y volumen.
Las flores polinizadas por picaflores suelen tener colores en matices de rojo, naranja y rosado brillante; si bien no vacilan en visitar flores de otros colores. Los picaflores pueden ver ondas luminosas próximas al ultravioleta, pero las flores visitadas por picaflores no reflejan tales ondas, a diferencia de muchas flores polinizadas por insectos. Es posible que esto sirva para que estas flores sean menos atractivas para los insectos y que estos no las visiten ni roben el néctar.
El néctar de flores polinizadas por picaflores suele tener un contenido de azúcar de alrededor de 25 % y altas concentraciones de sacarosa, mientras el de las flores polinizadas por insectos tiene mayores concentraciones de azúcar y predominan la fructosa y glucosa.